# Mike Gibbons
Mike Gibbons est un boxeur américain né le 20 juillet 1887 à Saint Paul, Minnesota, et mort le 31 août 1956.

## Carrière
Frère de Tommy Gibbons, Mike boxe en tant que professionnel de 1907 à 1922 et est considéré comme l'un des meilleurs poids moyens de sa génération. Revendiquant le statut de champion du monde de la catégorie après le meurtre de Stanley Ketchel en 1910, il compte à son palmarès des victoires face à Al McCoy, Ted Lewis, Jack Dillon, Harry Greb, George Chip mais perd le combat de championnat du monde contre Mike O'Dowd le 21 novembre 1919.

## Distinction
- Mike Gibbons est membre de l'International Boxing Hall of Fame depuis 1992[2].